# Cortejada
La cortejada es una danza nativa argentina.

## Clasificación
Danza de galanteo de parejas sueltas, de movimientos vivos, se baila con castañetas y paso básico. Son 1 dama y 2 varones, se ubican como en la 1º colocación. Creada por Gómez Basualdo y grabada por primera vez por el músico y Coreógrafo santiagueño Oscar Segundo Carrizo y su conjunto Los Ckari Huainas

## Coreografía
- 1. Giro y contragiro de la dama, giro de 2c. avance y retroceso y giro de 2c. de los varones (8c).
- 2. Zapateo y zarandeo (de corazón. 8c).
- 3. (Se repite la figura 1. 8c).
- 4. Zapateo (los varones cambian de lugar) y zarandeo (de corazón. 8c).
- 5. Giro y contragiro de la dama, giro y avance de los varones, avance hacia el público de los tres giro y saludo final (8c).

## Segunda
Es similar a la primera, los varones comienzan en los lugares opuestos.